# Осипович, Борис Львович
Борис Львович Осипович (род. 10 сентября 2005, Новосибирск) — российский хоккеист, нападающий клуба «Магнитка».

## Биография
Начинал заниматься хоккеем в школе «Штурм» (Чик). 2019 год провёл в «Салавате Юлаеве». В 2020—2021 занимался в «Югре»-ЮКИОР, затем перешёл в систему магнитогорского «Металлурга». С конца сезона 2021/22 — игрок команды МХЛ «Стальные Лисы». 26 февраля 2024 года в домашнем матче против «Авангарда» (3:1) дебютировал в КХЛ в составе «Металлурга», проведя на площадке 5 секунд.